# Sesnando Davides

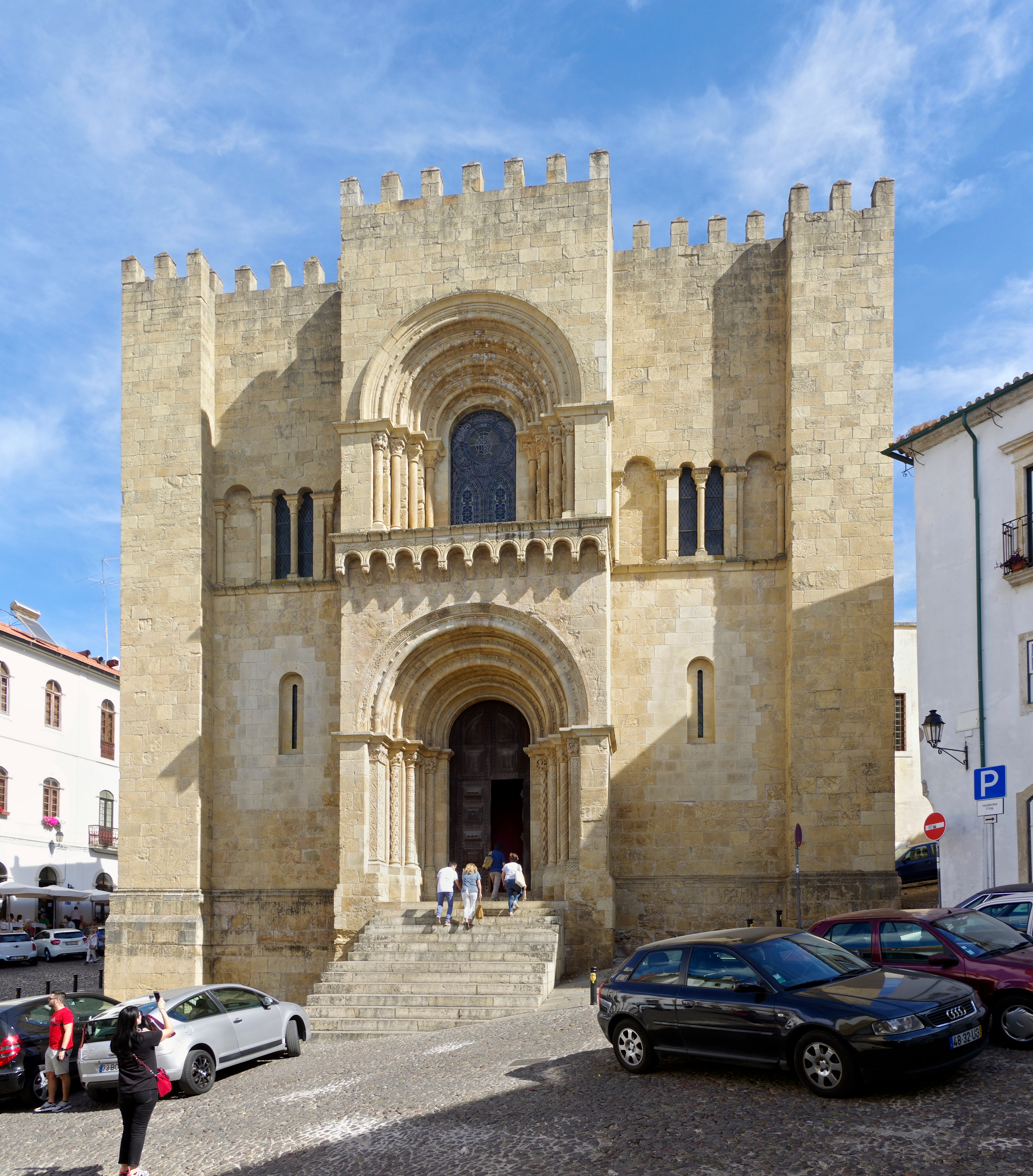
Die romanische Kathedrale Sé Velha in Coimbra, in der Sesnando Davides begraben liegt

Sesnando Davides (* in Tentúgal; † 1091 (unsicher) in Coimbra) war ein mozarabischer Ritter und Regent.

## Namen
Er wird und wurde auch unter weiteren Namen wie Sisnando Davidis, Sisnando Davidéz de Coimbra oder Sisnando Davides de Coimbra verschiedentlich erwähnt, während er in Spanien als Sisnando Davídiz bekannt ist.

## Biografie
In eine Großgrundbesitzer-Familie in Tentúgal geboren, vermutlich als Sohn jüdischer Eltern, kam er 1026 bei Feldzügen des Abbad II. al-Mu'tadid in arabische Gefangenschaft. In Sevilla erhielt er eine arabische Ausbildung und wurde Minister und Ratsmitglied am Hofe der Abbadiden.
Nach einem Zerwürfnis mit einem maurischen Gouverneur floh er an den Hof des christlichen Königs Ferdinand I. nach León. Er drängte Ferdinand zur Eroberung Coimbras und unterstützte ihn dabei 1064 mit einer bewaffneten Schar seiner eigenen Anhänger. Daraufhin wurde von Ferdinand zum Markgrafen der wiederhergestellten Grafschaft Coimbra erhoben, zu der auch sein Heimatort Tentúgal gehörte, und die er mindestens bis 1068 regierte. 
Sesnando heiratete Loba „Aurevelido“ Nunes, die Tochter des Markgrafen Nuno Mendes (Nuno Mendez), Regent der nördlich angrenzenden Grafschaft Portucale (Porto). Während Nuno Mendes 1071 im Kampf gegen König Garcia von Galicien fiel, stellte sich Sesnando auf die Seite des Königs Alfons VI. von León, der Garcia schließlich unterwarf.
Er war danach an verschiedenen Feldzügen der Reconquista beteiligt, darunter die Eroberung Toledos 1085. Seinen 1080 festgehaltenen strategischen Aufzeichnungen wird der ursprüngliche Begriff Reconquista (deutsch: Rückeroberung)  zugeschrieben, der erst in späteren Zeiten allgemeine Verbreitung fand.
Nach seinem Tod 1091 wurde er in der Kathedrale von Coimbra, die heute Sé Velha genannt wird, bestattet.
Sein Leben war Gegenstand eines Dramas von  José Freire de Serpa Pimentel  (1814–1870), dem zweiten Visconde de Gouveia. Das Stück mit dem Namen D.Sisnado, Conde de Coimbra (deutsch: Dom Sisnado, Graf von Coimbra) erschien 1838.
Sein Schwiegersohn Martim Moniz folgte ihm zunächst als Markgraf von Coimbra und machte sich dann später auch verdient bei der Eroberung und Belagerung von Lissabon.